# Bokor (Nógrád)
Bokor is een plaats (község) en gemeente in het Hongaarse comitaat Nógrád. Bokor telt 136 inwoners (2001).